# Sergej Sjirokov
Sergej Sergejevitj Sjirokov (ryska Сергей Сергеевич Широков), född 10 mars 1986 i Ozjory, Sovjetunionen, är en rysk ishockeyspelare och dubbel världsmästare, som spelar för KHL-laget SKA Sankt Petersburg.

## Spelarkarriär
Sergej Sjiorokov började sin karriär som hockeyspelare i ungdomslaget för HK CSKA Moskva.  Han spelade i division 3 under åren 2001-2004. Säsongen 2004-2005 gjorde Sjirokov debut för det A-laget i CSKA i Ryska superligan i ishockey. Säsongen 2008-2009 spelade han 64 matcher i det då nybildade KHL och stod för 45 poäng, varav 18 mål. Han blev NHL-draftad 2006 i den sjätte omgången totalt som 163:e spelare för Vancouver Canucks, som kontrakterade honom för säsongen 2009-2010 till spel i Nordamerika.
I de följande två säsongerna blev det främst spel i farmarlaget i Manitoba Moose i American Hockey League, med 152 matcher i grundserien och 103 poäng, och med ytterligare tolv poäng i 20 slutspelsmatcher. Den 1 juli 2011 återvända han till HK CSKA Moskva och KHL, där han tilldelades ett kontrakt för tre säsonger. 
I november 2013 ingick Sjiorokov tillsammans med Maksim Gontjarov i ett utbyte mot Aleksandr Frolov och Stanislav Jegorsjev till laget Avangard Omsk. 

## Internationellt
Sjiorokov gjorde sin internationella debut med Ryssland på U18 VM 2003, där laget erövrade  en silvermedalj och Sjiorokov bidrog med fyra poäng på fem matcher. Vid U-18 VM 2004 ingick han i det ryska lag som erövrade guld i Minsk, Vitryssland, genom att besegra USA med 3-2 i finalen. Sjiorokov gjorde två mål på sex matcher.
Vid 2006 års JVM i British Columbia, spelade Sjiorokov i det ryska landslag som vann silvermedaljer. Laget förlorade till Kanada i finalen. Sjiorokov gjorde fem poäng på sex matcher i trneringen.
Sjiorokov ingick i det ryska laget vid VM 2012 och 2014 som erövrade världsmästartitlarna. Sjiorokov vann en silvermedalj vid VM 2015 i Tjeckien där laget var obesegrat till finalen där man dock förlorade mot Kanada med 6-1.

## Utmärkelser och priser
- KHL All-Star match - 2012 och 2013
- AHL All-Star match - 2010 och 2011
- U18-VM guld 2004
- JVM-silver 2005, 2006
- VM-guld 2012, 2014
- VM-silver 2015
- OS-guld 2018